# 荣誉勋章：血战欧洲
《荣誉勋章：血战欧洲》是荣誉勋章系列游戏之一。它拥有PlayStation 2、任天堂GameCube和Xbox三个版本。游戏中的战场和《荣誉勋章：太平洋突袭》非常相似，并且拥有子弹时间的特性。
游戏的故事由约翰·米里乌斯（John Milius）撰写。
电子艺界的官方网站对游戏的简介：“1942年的欧洲。纳粹的战争机器正在一点点地推进，盟军需要抵抗。英国危在旦夕。威廉·霍尔特中尉受美国总统之命参加了一次秘密任务。霍尔特孤单闯入敌阵扭转了四个战役的乾坤，让盟军取得了胜利。”

## 战场
纵览游戏，总共有四个战场：法国、北非、苏联和比利时。每个战场都有不同的任务等着玩家去完成。每个任务都由五个元素组成；主要目标、次要目标、杀死一个纳粹军官、获得机密文件和逃跑。如果你夺下所有目标，会拿到一个金质奖章。如果丢掉了1个或2个，就只能得到银质或铜质奖章。

### 法国战场
游戏的开始，霍尔特和英国部队一起上了一条飘着德国国旗的船，以便让德国人误解以为是己方的船。但是舰船开始着火。霍尔特逃上岸后被安排在码头和一名军官见面。

## 任务奖章
在遊戲中所有每個战场都可得到了金质奖章，並会被授予根据现实生活中勋章所绘制的“任务勋章”。在游戏的开始菜单中可以看到完成所获得的勋章。

## 軼事

### 游戏名称
血战欧洲最开始叫做“荣誉勋章：战争枭雄”，但是由于在法语里面这个词的意思接近“唯利是图”，所以发行前进行了名字的更换。

### 健力士世界紀錄
《荣誉勋章：血战欧洲》亦被收錄在吉尼斯世界纪录之中，為「第一隻被用於美國總統競選活動的電子遊戲音樂」（First use of video game music in an election campaign）。該遊戲中的一款音樂「Casualties of War」於2008年6月中被美國大選一方陣營利用。該原聲音樂的作曲家為Christopher Lennertz。